# Geonoma bifurca
Geonoma bifurca är en enhjärtbladig växtart som beskrevs av Carl Georg Oscar Drude. Geonoma bifurca ingår i släktet Geonoma och familjen Arecaceae. Inga underarter finns listade i Catalogue of Life.